# Запор
Запо́р (також за́креп та інші; англ. constipation, лат. constipatio) — затримка випорожнення товстої кишки, утруднення дефекації з частотою до 2 разів на тиждень та відчуттям неповного випорожнення кишки. Є симптомом багатьох хвороб кишки, часто провідним.
Закреп — це розлад роботи кишки, коли випорожнення відбуваються занадто рідко, або для цієї дії потрібні надмірні зусилля. Кал часто твердий і сухий. Іншими ознаками, можуть бути біль у животі, здуття та відчуття неповного випорожнення. Ускладнення від запору: геморой, анальні тріщини, поліпи товстої кишки, калові пробки та навіть, атеросклероз і підвищення артеріального тиску.
Нормальна частота випорожнень у дорослих, становить від трьох на день, до трьох разів на тиждень. Немовлята здебільшого мають три-чотири випорожнення на день, тоді як маленькі діти, зазвичай роблять це двічі-тричі на день.
Запор — один з найпоширеніших патологічних станів травного тракту у дітей і дорослих. У 20-50 % дорослого населення країн Європи спостерігають запори, причому в жінок дещо частіше, ніж у чоловіків.
Запор має багато причин. Поширені чинники його — це уповільнення руху калу в товстій кишці, синдром подразненого кишечника та розлади тазового дна. Супутніми захворюваннями є гіпотиреоїдизм, цукровий діабет, хвороба Паркінсона, целіакія, чутливість до клейковини, не пов'язана з целіакією, нестача вітаміну B12, колоректальний рак, дивертикуліт і запальні захворювання кишки, тощо. Ліки, які пов'язують із запорами, — це опіоїди, певні антациди, блокатори кальцієвих каналів і антихолінергічні засоби.  З тих осіб, хто приймає опіоїди, приблизно у 90 % розвивається запор. Запор викликає більше занепокоєння, коли спостерігається втрата ваги або анемія, присутність крові в калі, наявність запальних захворювань кишки або раку товстої кишки в анамнезі у родині хворого.
Лікування запору, залежить від основної причини та тривалості. Потрібно вживати достатню кількість рідини, більше клітковини, меду і бажано щодня виконувати фізичні вправи. Якщо це не дасть результату, то можна застосувати проносні, осмотичні засоби, пом'якшувач калу або різні масла. Проносні засоби, здебільшого, застосовують для випадків, коли інші ліки не допомагають. Додаткові способи лікування, можуть передбачати біологічний зворотний зв'язок або, в окремих випадках, хірургічне втручання.
Взагалі, частота запорів у популяції становить 2–30 %. Серед людей похилого віку, які живуть у будинках для перестарілих, частота запорів сягає 50–75 %. Для прикладу, лише у Сполучених Штатах, люди витрачають понад 250 млн доларів США, на ліки від запорів, щороку.

## Етіологія та патогенез
Запор виникає внаслідок дії багатьох етіологічних факторів, які патогенетично насамперед спричинюють порушення моторної функції травного тракту, найчастіше — товстої кишки.
Рідкий вміст тонкої кишки у товстій кишці перетворюється на щільні калові маси, після чого виводиться з організму. Це забезпечується завдяки абсорбції рідини та мікроелементів, перистальтиці, яка сприяє перемішуванню вмісту кишки і виділенню з них вологи, просуванню калових мас до прямої кишки і подальшому випорожненню.
Для нормального функціювання травного тракту необхідні певні фізіологічні механізми, а саме:
- наявність вмісту в кишці, який за своїми властивостями є подразником для виникнення перистальтики;
- функціонуючий м'язовий апарат та іннервація кишки;
- ендокринна і паракринна регуляція;
- відсутність перешкод для перистальтики;
- нормальна функція м'язів тазового дна;
- збережений рефлекс прямої кишки[20].

Дефекація залежить не тільки від біологічних механізмів, її можна загальмувати свідомо залежно від умов, у яких перебуває людина.
Стрес також, може призвести до запорів. Коли психологічний стрес обумовлює фізичні прояви, вони стають відомі як соматичні симптоми.
Вплив гормонів стресу на організм, здатний спричинити запор. Разом з тим, коли людина перебуває в стані стресу, вона, швидше за все, дотримується нездорового харчування, робить менше фізичних вправ або недостатньо спить, чи забуває про задовільне пиття. Ці чинники можуть призводити до запору.
Дослідники визначили кілька способів, якими стрес може спричинити запор:
- У стресі, надниркові залози організму виробляють гормон адреналін, який має значення у так званій реакції «бийся або тікай». Це змушує організм перенаправляти потік крові від кишки до життєво важливих органів, як от серце, легені та мозок. У підсумку, сповільнюється рух у кишці та можуть виникнути запори.
- У відповідь на стрес, організм виділяє більше кортикотропін-рилізинг-фактора (CRF) у кишечнику. Цей гормон діє безпосередньо на кишку, який він може уповільнити і спричинити запалення. У кишці є різні типи рецепторів CRF, одні з яких пришвидшують її діяльність, а інші уповільнюють.
- Стрес спричинює підвищення кишкової проникності. Ця проникність дозволяє запальним сполукам проникати в кишку, що може призводити до відчуття переповненості живота.
- Стрес може вплинути на звичайні непатогенні бактерії в кишці. Дослідження ще не підтвердили цю теорію, але багато людей вважають, що стрес може зменшити кількість непатогенних кишкових бактерій в організмі, в такий спосіб уповільнюючи травлення.[22],

### Класифікація
Спираючись на етіологію запорів, запропонована наступна їхня класифікація:
- аліментарний — у разі неправильного та нераціонального харчування з обмеженням рослинної клітковини;
- неврогенний — у разі порушення регуляції моторної функції кишки:
  - дискінетичний, рефлекторний неврогенний запор;
  - запор внаслідок гальмування дефекації (звичний запор);
- гіподинамічний — у разі незначної фізичної активності людини;
- внаслідок запальних захворювань кишки (коліт, рідше ентерит);
- проктогенний — при захворюваннях аноректальної зони;
- механічний — за наявності пухлин, звужень товстої кишки, стисканні її зовні;
- внаслідок аномалії розвитку товстої кишки;
- токсичний — у разі хронічних отруєнь (хімічними речовинами, свинцем, морфіном, нікотином);
- внаслідок порушення водно-електролітного балансу — при серцевій та нирковій недостатності, дегідратації різного генезу;
- ендокринний — при гіпотиреозі, гіпопаратиреозі, гіпофізарній недостатності та деяких інших ендокринних захворюваннях;
- медикаментозний — внаслідок застосування психотропних, протисудомних, антихолінергічних лікарських засобів, блокаторів кальцієвих каналів.

## Хронічний запор
Узагальнене поняття симптомокомплексу кишкових та позакишкових порушень. Застосування терміна «хронічний запор» правомірне за умови його тривання понад 6 місяців.
Крім порушення дефекації, хворі на хронічний запор можуть скаржитися на загальну кволість, дратівливість, порушення сну, поганий апетит, пітливість, метеоризм і дискомфорт у животі.
У хворих на хронічний запор необхідно проводити загальноприйняті лабораторні дослідження (загальні клінічний і біохімічний аналізи крові, сечі), за показаннями — ультразвукове дослідження органів черевної порожнини, ендоскопічне та рентгенологічне обстеження травного тракту, електрокардіографію. Після комплексного обстеження можна робити висновок про функціональну (за відсутності органічних змін з боку внутрішніх органів) чи органічну природу хронічного запору.

### Клінічні ознаки
Про наявність функціонального запору свідчать такі ознаки:
- надмірне напруження під час дефекації;
- твердий або «овечий» кал;
- тенезми (біль за ходом кишки до та під час випорожнення);
- відчуття неповного випорожнення кишки;
- частота дефекації 2 рази або менше на тиждень;
- зменшення маси випорожнень до 35 г на добу або тривалості натужування, яке становить більше ніж 25 % часу дефекації;
- подовження часу просування кишкового вмісту, що визначається за допомогою радіографічної мітки: по тонкій і товстій кишках — до 93 годин і більше, по товстій кишці — до 47-70 годин[25].

## Ускладнення
Внаслідок запору, може виникнути геморой, анальні тріщини, випадіння прямої кишки та нетримання калу. Наприклад, тривале напруження під час випорожнення, здатне призвести до геморою. На пізніх стадіях запору, живіт може стати роздутим, твердим і болючим.
Запор, також пов'язаний із серцево-судинними подіями. Зміни кишкової мікробіоти через запор, можуть спричинити атеросклероз, підвищення артеріального тиску та інше. З віком запори частішають і часто супроводжуються чинниками ризику серцево-судинних захворювань. Водночас, надмірне напруження під час випорожнення, здатне спричинити підвищення артеріального тиску, що може спровокувати такі серцево-судинні події, як застійна серцева недостатність, аритмії, гострий інфаркт міокарда та розшарування аорти.  Лікарі, які лікують хворих на серцево-судинні захворювання, мають враховувати, що запор пов'язаний із серйозним серцево-судинним ризиком і вчасно втрутитися, аби запобігти серцево-судинним подіям.

## Запобігання і лікування
Лікування хворих на запор органічного генезу насамперед полягає в лікуванні основного захворювання, а функціонального генезу — в чіткому виконанні загально-гігієнічних норм поведінки і дієтотерапії, а саме: активний спосіб життя, вживання в щоденному раціоні достатньо продуктів, які містять клітковину, і рідини. Велике значення має також правильне положення під час сидіння у вбиральні (підставка для ніг біля унітазу) та по можливості випорожнення в певний визначений час і привчання до цього дітей.
Також треба обмежувати або взагалі відмовитися від вживання алкоголю, зокрема й червоного вина. Хоча прямого зв'язку між вживанням червоного вина та запором немає, споживання алкоголю загалом пов'язане зі зневодненням організму, що може посилити ускладнення під час випорожнення. Водночас, попри те, що червоне вино містить сполуки, відомі як поліфеноли, які мають протизапальні властивості та можуть допомогти зменшити запалення в організмі, також червоне вино є судинорозширювальним засобом, а це означає, що воно здатне спричинити розширення кровоносних судин і збільшити кровотік. Це може бути шкідливо для людей із запором, оскільки посилений кровотік може здійснювати тиск на вени прямої кишки, погіршуючи наслідки.
Якщо за допомогою зазначених порад досягти легкого випорожнення не вдається, використовують проносні засоби.

### Харчування
Наявність у раціоні рослинної клітковини (харчові волокна) та достатньої кількості води (3-4 % від маси тіла на добу) — основні умови для запобігання запору.
- Клітковина необхідна для живлення мікробіоти кишки, яка постачає організму людини корисні молекули: ферменти, білки, коротколацюгові жирні кислоти (бутират), вітаміни, пептиди та амінокислоти, біосурфактанти, органічні кислоти. Також клітковина підтримує здоров'я шлунково-кишкового тракту; посилює перистальтику (моторику) та проходження їжі по кишці; покращує виведення токсичних речовин; і загалом оптимізує процеси травлення, здоров'я шлунково-кишкового тракту[35][36] та здоров'я в цілому[36].
- Мінімальна добова потреба клітковини — 25 г для жінок і 38 г для чоловіків[35].
- Основні джерела — овочі (особливо коренеплоди та зелень), фрукти (яблука, банани, ягоди, цитрусові та всі інші фрукти), висівки (клітковина), цільнозернові каші, бобові, спеції, насіння, гриби та водорості, ферментовані продукти (містять і клітковину, і корисні бактерії, які її перетравлюють і заселяють кишку людини (квашена капуста, кефір, йогурт, натто, кімчі)).

### Проносні засоби
Проносні засоби — група лікарських речовин, які, посилюючи перистальтику кишки, прискорюють її спорожнення. Проносних засобів стосуються: неорганічні речовини, наприклад, сульфат магнію; органічні олії, зокрема, вазелінова; частини рослин — зокрема ревінь. Спосіб дії проносних засобів різний: подразнення хеморецепторів слизової оболонки кишки (фенолфталеїн, ревінь), механічне полегшення просування вмісту по кишці (олії), утруднення всмоктування води в кишці (неорганічні солі).. Більшість проносних засобів затримують абсорбцію води |та електролітів у тонкій і товстій кишках. У механізмі проносних засобів також певну роль відіграє вплив на транспорт іонів кальцію в стінці кишки, а також спонукальний вплив на біосинтез простагландинів.

#### Класифікація проносних засобів

##### За механізмом дії
- Перша група. Спричинюють хімічне подразнення рецепторів слизової оболонки кишки. Це препарати рослинного (корінь крушини, листя сенни олександрійської / касії гостролистої тощо) і синтетичного походження (фенолфталеїн, оксифенізатин, бісакодил);
- Друга група. Спричинюють механічне подразнення рецепторів слизової оболонки кишки, так звані сольові проносні засоби (магнію, натрію сульфат тощо);
- Третя група. Сприяють розм'якшенню калових мас і полегшують проходження їх по кишці (вазелінова та рослинні олії).

##### За впливом на кишку
- Гальмують абсорбцію рідини з кишки і стимулюють секрецію. Це препарати, які містять антраглікозиди (корінь ревеню, кора крушини), фенолфталеїн;
- Сприяють збільшенню об'єму вмісту кишки (морська капуста, агар-агар, висівки, напівсинтетичні полісахариди (лактулоза);
- Змащують слизову оболонку кишки (вазелінова і мигдалева олії):
  - які діють на моторну функцію товстої кишки (корінь ревеню, кора крушини, листя сени, фенолфталеїн, оксифенізатин, бісакодил тощо)
  - які діють на моторну функцію тонкої кишки (вазелінова, мигдалева та інші рослинні олії)
  - які діють на всі відділи кишки (сольові, зокрема натрію пікосульфат).